# 木星のトロヤ群小惑星の一覧 (ギリシア群)
本項目は、木星の60度前方（ラグランジュポイントL4）付近を公転するトロヤ群天体のギリシア群に分類される小天体の一覧である。
木星のL4ポイントに存在する小天体は、トロイア戦争のギリシア側で参戦した人物の名前が付けられている。例外として、この規則が定められる前に命名された(624)ヘクトルはL4に所在しているがトロイヤ側の人物の名がつけられている。同様に、木星のL5ポイントに存在するトロヤ群には、ギリシア側の人物から命名された(617)パトロクロスが存在する。
2018年にウィーンで開催された国際天文学連合の第30回総会において、これまでに発見されたトロヤ群天体が1万を超え、ギリシャ神話のトロイア戦争に登場する英雄の数をはるかに上回ってしまったために、トロイア戦争の参加者から命名する規則を改正し、絶対等級12以上(アルベドが0.057と推定すると直径が約22キロメートル以下)の天体については、オリンピック選手から命名できるようにした。
トロヤ群およびギリシア群の天体は交互に発見される場合が多い。その理由としては、二つの群が木星を挟んで120度離れているために、片方の群が地球から観測できる間はもう片方の群は太陽の向こう側にあり、観測できないことが挙げられる。

## リスト
2024年11月現在、ギリシア群においては9,040個の既知の天体があり、そのうちの4,138個に小惑星番号が付けられている。
- 木星のトロヤ群小惑星の一覧 (ギリシア群) (1–100000)
- 木星のトロヤ群小惑星の一覧 (ギリシア群) (100001–200000)
- 木星のトロヤ群小惑星の一覧 (ギリシア群) (200001–300000)
- 木星のトロヤ群小惑星の一覧 (ギリシア群) (300001–400000)
- 木星のトロヤ群小惑星の一覧 (ギリシア群) (400001–500000)
- 木星のトロヤ群小惑星の一覧 (ギリシア群) (500001–600000)
- 木星のトロヤ群小惑星の一覧 (ギリシア群) (600001–700000)